# Ходжес, Роника
Роника Рэйшелл Ходжес (англ. Roneeka Rayshell Hodges; род. 19 июля 1982 года, Новый Орлеан, Луизиана, США) — американская профессиональная баскетболистка, выступавшая в женской национальной баскетбольной ассоциации. Была выбрана на драфте ВНБА 2005 года во втором раунде под пятнадцатым номером командой «Хьюстон Кометс». Играла в амплуа разыгрывающего и атакующего защитника. Сестра-близнец Доники Ходжес, которая тоже поиграла в женской НБА.

## Ранние годы
Роника родилась 19 июля 1982 года в городе Новый Орлеан (штат Луизиана) в семье Рональда и Донны Ходжес, у неё есть три брата, Рональд, Дональд и Мэджик, и сестра-близнец, Доника, училась там же средней школе имени Оливера Перри Уокера, в которой выступала за местную баскетбольную команду.